# 梨木道
梨木道是香港新界葵青區北葵涌的一條街道，東北接大白田街，西南接青山公路。梨木道約於1960年代初通車，舊時該地有一梨木樹村位於現今梨木道與打磚坪街之間。南端原本連接葵涌道北端，與青山公路成一十字路口，是區內的主要道路。
在1981年昌榮路交匯處啟用之前，昌榮路並不直通青山公路，由青山公路或葵涌道前往梨木樹地區，需經過本街道再轉入和宜合道，因以為名（現時寧峰苑一帶乃原本鄉村梨木樹村之所在）。交匯處啟用後，葵涌道改爲接駁昌榮路直通和宜合道，自此梨木樹區能透過昌榮路直達青山公路及葵涌道，故此形成了「梨木道不通梨木樹」的美麗誤會。

## 鄰近建築物
- 石蔭東邨（大白田街130號）
- 石蔭邨（梨木道120號）
- 寧峰苑（梨木道99號）
- 北葵涌街市（石蔭路116號）
- 北葵涌公共圖書館
- 達利中心（梨木道88號）
- 亞洲貿易中心（梨木道79號）
- 和記新邨（梨木道2號，前東亞太平紡織廠廠址）
- 前救世軍葵涌隊／救世軍葵涌女童院（梨木道1號，二級歷史建築）

## 交匯道路
- 昌榮路迴旋處
  - 青山公路
  - 葵涌道
  - 昌榮路
- 國瑞路
- 圳邊街
- 和宜合道
- 童子街
- 大白田街

## 其他
由於經常發生爆水管事故，梨木道（葵涌道與大白田街之間，即全段）被水務署納入全港26個「爆喉熱點」之一。

## 外部連結

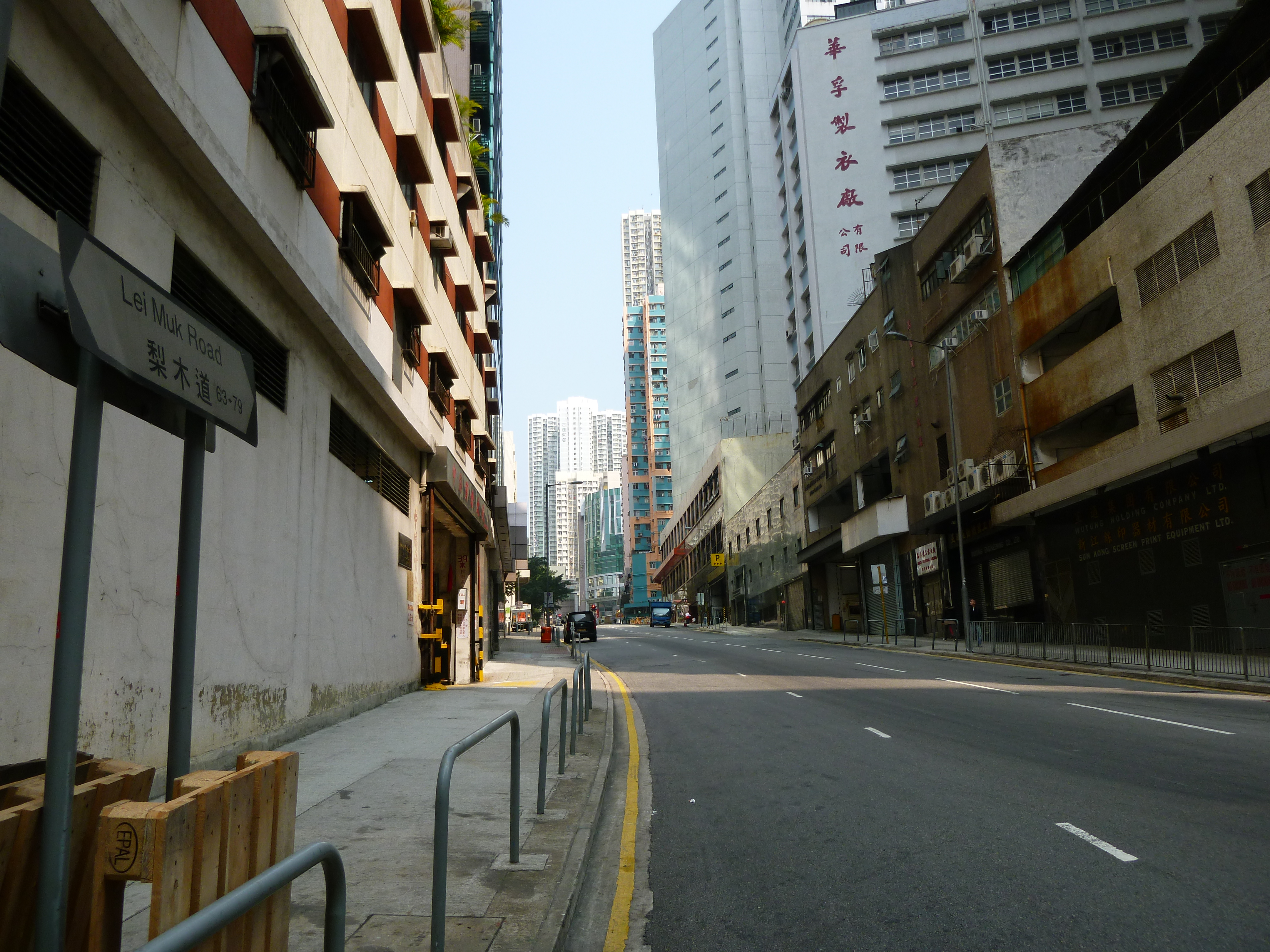
梨木道工廠區一帶

- 梨木道（Lei Muk Road）